# Snogehall
Snogehall är en bebyggelse i Höörs socken i Höörs kommun, Skåne län. SCB avgränsade mellan 1990 och 2020 Snogehall till en småort. Vid avgränsningen 2020 klassades bebyggelsen som en del av tätorten Höör.